# Vila Militar
Vila Militar és un barri planejat de la Zona Oest del municipi de Rio de Janeiro, al Brasil. La construcció de Vila Militar va tenir origen el 1904, quan el Govern Federal va veure la necessitat de reformar els establiments de l'Escola Militar. Les obres van ser dirigides pel llavors ministre de la guerra, mariscal Hermes da Fonseca, durant el govern dels presidents Rodrigues Alves i Afonso Pena, i va tenir la col·laboració de l'alcalde Francisco Pereira Passos.
El seu índex de desenvolupament humà (IDH), l'any 2000, era de 0,856, el 50 millor del municipi de Rio, entre 126 barris avaluats.

## Història
Es pot afirmar que la construcció de Vila Militar va tenir origen el 1904. El Govern Federal va veure la necessitat de reformar els establiments de l'Escola Militar. La comissió encarregada va procedir també a l'estudi sobre la reorganització general de l'Exèrcit Brasiler, posant el focus en la necessitat d'espai per a les instruccions pràctiques i d'instal·lacions adequades als militars i a l'exercici de la professió. La idea va continuar durant el govern del president Rodrigues Alves, i va ser dirigida pel llavors ministre de la guerra, marechal Hermes de la Fonseca.
El 19 d'agost de 1907, va ser nomenada la comissió de construcció de Vila Militar. Un dels membres de la comissió de construcció va ser Antônio Leite de Magalhães Bastos, tinent coronel que va néixer a Pernambuco, el nom del qual va donar origen al barri de Magalhães Bastos, veí a Vila Militar. Destacar també el paper de Manoel Guina, mestre d'obres, portuguès, que va venir de São Paulo en recerca de treball i va ser un dels pioners en la fundació del barri.
El 1908 es va fer necessària l'adquisició de la hisenda Sapopemba. Pertanyia al comte Sebastião do Pinho, que la va guanyar amb la divisió de les sesmaries. L'inici de la construcció de les casernes va ser el 1908.
El 1911, va començar a funcionar la primera organització aeronàutica del Brasil, el Aeroclube do Brasil. Fundat per un grup de idealistes i entusiastes de l'aviació, el aeroclub tenia, com a president honorari, Alberto Santos-Dumont, i un dels socis era el tinent Ricardo Kirk, el primer oficial de l'Exèrcit i el segon militar brasiler a obtenir un títol per pilotar avions. Aquest aeroclub donaria inici al projecte d'expansió del barri, i, més tard, origen a la primera base aèria brasilera, la de Campo dos Afonsos.
La construcció de les casernes i residències va tenir inici a mitjans de 1915, després de la reorganització de l'Exèrcit. El responsable de la construcció de les casernes va ser el tinent coronel Antônio Leite Magalhães Bastos.
En l'inici del segle XXI, la realització de grans esdeveniments esportius en el barri (Jocs Pan-Americans de 2007, Jocs Mundials Militars de 2011 i Jocs Olímpics d'Estiu de 2016) va motivar la construcció del Complex Esportiu de Deodoro (que, malgrat del nom, es localitza en el barri de Vila Militar, i no en el barri de Deodoro). Després dels jocs olímpics, el complex va ser obert a l'ús de la població amb el nom de Parque Radical do Rio.

## Estructura
En el barri, existeix la més gran concentració militar d'Amèrica Llatina, amb més de 60 mil homes.
Dels 38 barris de la Zona Oest de Rio, Vila Militar està en la dotzena posició pel que fa al metre quadrat més valorat, a causa de la urbanització, ordre públic i seguretat d'alta qualitat, segon un estudi del Centro de Pesquisa e Análise da Informação (Cepai), del Sindicato da Habitação do Rio (Secovi-Riu); sent més valorat que tots els seus sis barris veïns.
Vila Militar és una regió excel·lent per a practicar esports a l'aire lliure, com per exemple: skate, bicicleta, caminada, carrera, exercicis físics. Àrea totalment segura, per tractar-se d'una zona militar, posseeix vigilància durant les 24 hores del dia. Està totalment arbrada. L'àrea destinada a l'esport té una extensió de 2,5 km².
El barri de Vila Militar forma part de la regió administrativa de Realengo, limitant amb Deodoro, Campo dos Afonsos, Jardim Sulacap, Realengo i Magalhães Bastos. També amb Ricardo de Albuquerque, ja en la Zona Nord del municipi. L'estació ferroviària del barri té la peculiaritat de presentar un edifici en forma de castell.

## Distància en línia recta
| Vila Militi            | km       |
| ---------------------- | -------- |
| Ricardo de Albuquerque | 3,30 km  |
| Parque Anchieta        | 3,45 km  |
| Deodoro                | 1,64 km  |
| Realengo               | 3,32 km  |
| Magalhães Bastos       | 1,64 km  |
| Campo dos Afonsos      | 2,53 km  |
| Jardim Sulacap         | 3,00 km  |
| Centro                 | 22,12 km |